# لیلا چیتنیس
لیلا چیتنیس (انگلیسی: Leela Chitnis; ۹ سپتامبر ۱۹۰۹ – ۱۴ ژوئیهٔ ۲۰۰۳) هنرپیشه اهل کشور هند بود. وی از نخستین بازیگران تحصیل کردهٔ کشور هند بود. وی در سال‌های اولیه بازیگری در نقش‌های عاشقانه بازی میکرد، اما او را بیشتر بخاطر بازی در نقش‌های یک مادر با فضیلت و درستکار میشناسند.

## فیلم‌شناسی
فهرست برخی از فیلم‌هایی که لیلا چیتنیس در آن‌ها به ایفای نقش پرداخته‌است:
- وقت
- آواره
- راهنما
- حقیقت، خدا و زیبایی
- دوباره صبح خواهد شد
- روشنایی
- گل و سنگ
- دارماپوترا
- گل خاک
- من مست هستم
- عاشق
- این فقط قلب است
- ماجلی دیدی
- گل برای پوجا
- مرگ و زندگی
- چشم ذهن
- سنگ‌دل
- گنگا و جمنا
- مراقبه
- پیوند
- حجاب
- خدای جنایت
- بازار سیاه
- کوه‌نور
- سنجش
- پرنده شکاری
- اصلی و بدلی
- خواهر بزرگتر